# Municipio de San Agustín Etla
El municipio de San Agustín Etla (del nahuatl: etl, tla ‘frijol, abundancia’‘Donde abunda el frijol’) es uno de los 570 municipios que conforman al estado mexicano de Oaxaca. Pertenece al distrito de Etla, dentro de la región valles centrales. Su cabecera es la localidad de San Agustín Etla.

## Geografía
El municipio abarca 55.55 km² y se encuentra a una altitud promedio de 1760 m s. n. m., oscilando entre 3300 y 1600 m s. n. m.

## Demografía
De acuerdo al último censo, realizado por el INEGI en 2010, en el municipio habitan 3893 personas, repartidas entre 6 localidades.